# Wądół (Lipiany)
Wądół – część miasta Lipiany w Polsce, położona w województwie zachodniopomorskim, w powiecie pyrzyckim, w gminie Lipiany. 
W wyniku zmian granic miasta Lipiany 1.01.2022 r., miejscowość znalazła się na terenie miasta, a tym samym zmienił się rodzaj miejscowości i miejscowość podstawowa z przysiółek wsi Miedzyn na część miasta Lipiany.
W latach 1975–1998 przysiółek administracyjnie należał do województwa szczecińskiego.